# Рутъёган
Рутъёган — река в России, протекает по Нижневартовскому району Ханты-Мансийского АО. Устье реки находится в 159 км по правому берегу реки Большой Мёгтыгъёган. Длина реки составляет 12 км.

## Данные водного реестра
По данным государственного водного реестра России относится к Верхнеобскому бассейновому округу, водохозяйственный участок реки — Вах, речной подбассейн реки — бассейн притоков (Верхней) Оби от Васюгана до Ваха. Речной бассейн реки — (Верхняя) Обь до впадения Иртыша.